# グエンフエ通り
グエンフエ通り（ベトナム語：Đường Nguyễn Huệ / 塘阮惠）は、ベトナムの都市によく見られる通りの名称。ここではホーチミン市の中心部にあるものについて解説する。

## 概要
ホーチミン市の中心部にある主要な通りの1つで、金融、商業地区の中心で、銀行、デパート、商店、土産物店などが立ち並ぶ近代的なエリアである。西山朝の二代目皇帝グエン・フエにちなんで名付けられた。ドンコイ通りと並走している。
南ベトナム時代には、グエンフエ通りに在南ベトナム日本国大使館が置かれていた。
2004年以降、毎年、旧正月（テト）の1週間前より通りには花が飾り付けられ、Đường Hoa Nguyễn Huệ（グエンフエ・花通り）と呼ばれる展覧会場となる。

## 施設・建物等
- サイゴンプリンスホテル[2]（旧・ダクストンホテルサイゴン）
- シティバンクホーチミン支店[3]
- バンコク銀行ホーチミン支店[4]